# Adrian Włodarski
Adrian Włodarski (ur. 2 marca 1807 w Hajdukach Dolnych, zm. 30 maja 1875 we Wrocławiu) − duchowny rzymskokatolicki. 
Po święceniach kapłańskich w 1830 pełnił posługę kapłańską w Lublińcu i Pyskowicach. Był kanonikiem kapituły katedralnej we Wrocławiu. Od 1861 sufragan wrocławski i tytularny biskup Ibora. Sprawował też liturgię w języku polskim.